# Chittorgarh (Distrikt)
Der Distrikt Chittorgarh (Hindi चित्तौड़गढ़ जिला) ist ein Distrikt im westindischen Bundesstaat Rajasthan.
Die Fläche beträgt 10.856 km². Verwaltungssitz ist die gleichnamige Stadt Chittorgarh.

## Bevölkerung
Die Einwohnerzahl liegt bei 1.544.392 (2011), mit 784.054 Männern und 760.338 Frauen.

## Wirtschaft
Im Distrikt befindet sich das Kernkraftwerk Rajasthan, das 1972 in Betrieb ging.